# Пьяница (Ян Стен)
«Пьяница» (англ. The Drinker) — картина бытового жанра кисти голландского художника XVII века Яна Стена. Хранится в США.

## Описание
На небольшом полотне представлен уголок корчмы с занавеской. За ней хозяйка торгуется с очередным покупателем. Ближе к зрителю — грубый стол и два посетителя. О дешевизне заведения свидетельствуют грубая мебель и неубранный мусор на полу. Человек в красной шляпе, сидящий на пустой бочке, углубился в чтение. Пожилой человек на переднем плане бедно одет. Он одинок, печален и заброшен, а на лице — скрытое отчаяние человека, потерпевшего неудачу. Его отверженность подчеркнута равнодушием к нему как хозяйкой заведения, так и клиента с бумагой в руках.